# Spathidiidae
Famille
Les Spathidiidae sont une famille de Ciliés de la classe des Gymnostomatea et de l’ordre des Spathidiida.

## Étymologie
Le nom de la famille vient du genre type Spathidium, dérivé de spath, « spatule, épée à lame large », et de la désinence latine ium « relatif à », en référence à la forme en spatule de cet organisme.

## Description
Les Spathidiidae ont une forme allongée, arrondie en coupe transversale ; leur extrémité postérieure est angulaire, pointue ou arrondie. La région antérieure du corps se termine de manière caractéristique en une oblique variant entre transversale et longitudinale par rapport à l'axe principal du corps. Il y a toujours une crête apicale ciliée bordée de trichocystes. L'ouverture buccale est une fente située le long de la crête. La ciliation est uniforme sur les deux faces latérales en rangées longitudinales parallèles. Le macronoyau est très variable, souvent allongé, rubané ou moniliforme (en forme de collier). Il y a une unique vacuole contractile terminale. Leur nourriture se compose d'autres ciliés.

## Répartition
Les Spathidiidae sont omniprésents sur toute la surface du globe.

## Liste des genres
Selon GBIF (28 décembre 2022) :
- Apertospathidium
- Apobryophyllum Foissner, 1998
- Apospathidium
- Bryophyllum Kahl, 1931
- Columnospatha
- Cranotheridium Schewiakoff, 1892
- Diceratula Corliss, 1960
- Enchelaria
- Enchelydium
- Epispathidium Foissner, 1984
- Lacerus Jankowski, 1967
- Latispathidium
- Legendrea Fauré-Fremiet, 1908
- Myriokaryon Jankowski, 1973
- Paraspathidium Noland, 1937
- Penardiella Kahl, 1930
- Perispira Stein, 1859
- Semispathidium
- Spathidiella Kahl, 1930
- Spathidiosus Gajewskaja, 1933
- Spathidium Dujardin, 1841 - genre type[3]
- Supraspathidium Foissner & Didier, 1982
- Thysanomorpha Jankowski, 1967

## Systématique
Le nom valide de ce taxon est Spathidiidae Kahl in Doflein & Reichenow, 1929.